# Junkie XL
Антоний Том Холкенборг (нидерл. Antonius B. J. Holkenborg), известный также как Junkie XL, — нидерландский музыкант и композитор музыки ко многим кинофильмам и видеоиграм.

## Биография
Изучение музыки Холкенборг начал с обучения игре сразу на нескольких музыкальных инструментах: гитаре, фортепиано, барабанах. Сперва его обучала его мать, преподаватель по классу скрипки, затем ему купили синтезатор. Позже он присоединился к местной группе, исполняющей нью-рэйв — Weekend at Waikiki — в качестве мульти-инструменталиста и продюсера. Он также был одним из основателей индастриал-рок-группы Nerve, вокалистом в которой стал Фил Миллс (Phil Mills); с ними он выпустил два альбома в 1994-м и 95-м годах. В течение этого периода Холкенборг работал в качестве внештатного продюсера групп Sepultura, Fear Factory и Dog Eat Dog, а также создавал саундтреки для видеоигр, кинофильмов и телевизионных передач.
Сольные работы Холкенборга включают «Saturday Teenage Kick» (1998), «Big Sounds of the Drags» (2000) и «Radio JXL: A Broadcast from the Computer Hell Cabin» (2003). Позднее было сотрудничество с Дейвом Гааном из Depeche Mode, Гэри Ньюманом, Робертом Смитом из The Cure и Чаком Ди из Public Enemy. Когда он сделал ремикс на песню 1968 года «A Little Less Conversation» Элвиса Пресли по просьбе компании Nike (для 2002 Nike World Cup Commercial), то песня стала хитом в более чем 20-ти странах. После этого Холкенборг сотрудничал с множеством исполнителей, например, с Бритни Спирс, Coldplay, Джастином Тимберлейком, Scissor Sisters, Rammstein, вышеупомянутыми Fear Factory, Bloc Party, Сарой Маклахлан и Аврил Лавин.
Холкенборг написал музыку для видеоигр The Sims 2: Nightlife и к серии Need for Speed, Test Drive, а также Forza Motorsport и Quantum Redshift для Xbox. Также он написал саундтреки для фильмов «Королевство Небес», «Домино», «Дивергент» и «DOA: Dead or Alive». Его композиция «Today» попала в «Burnout: Legends» и в «Burnout: Revenge», игры компании Electronic Arts.
В сентябре 2007 года его пригласили в школу музыки ArtEZ в качестве преподавателя курса «Композиция и музыкальный дизайн». А осенью того же года он представил публике сингл «More», который был включен в игру «Need for Speed: ProStreet».

## Дискография
Основные статья: Дискография Junkie XL

### Альбомы
- Saturday Teenage Kick[англ.] (1997)
- Big Sounds Of The Drags (1999)
- Radio JXL: A Broadcast From Computer Hell Cabin [4CD, 2 из них выходили только в цифровом формате] (2003)
- Today (2006)
- Music From SSX Blur — iTunes Only (2007)
- Need For Speed: Pro Street (iTunes Only) (2007)
- Booming Back At You (2008)
- Synthesized (Релиз 27 ноября 2012)

### Синглы
- «Def Beat» 12" (1997)
- «Billy Club» CDS (1997)
- «Saturday Teenage Kick» CDS (1998)
- «Zerotonine» CDS (1999) (содержит Dave Seaman’s Global Underground 016: Cape Town)
- «Love Like Razorblade» CDS (2000)
- «Future in Computer Hell» (включает Sasha’s Global Underground 013: Ibiza)
- «Dance Valley 2000» CDS
- «Action Radius» (трек для игры (Need for Speed: Underground) и Unreleased beta of (Need For Speed: Carbon))
- «Beauty Never Fades» 12" (feat. Saffron of Republica) (также появляется в игре MMO Eve Online)
- «Breezer» 12" (с Sasha, включает Deep Dish’s Global Underground 025: Toronto)
- «Catch Up To My Step» CDS (2003) (feat. Solomon Burke)
- «Don’t Wake Up Policeman» CDS (2003) (feat. Peter Tosh)
- «Between These Walls» CDS (2004) (feat. Anouk)
- «Obsession» 12" (feat Tiësto)
- «Crusher» (feat. Saffron of Republica)
- «Red Pill Blue Pill» (2003) (from Animatrix OST)
- «Today» CDS (2006)
- «Beating Back At You Vol 1», в который входил «Roux» — эксклюзивный трек для Beatport и микс «Not Enough»
- «Beating Back At You Vol 2»
- «Cities in Dust»
- «More More»
- «More EP»
- «Colossus of Rhodes»

### Ремиксы
- 1997: Fear Factory — Burn
- 1997: Fear Factory — Cyberdyne
- 1997: Fear Factory — Refueled
- 1997: Fear Factory — Genetic Blueprint
- 1997: Fear Factory — Bionic Chronic
- 1997: Dog Eat Dog — Step Right In
- 1998: 3 Colours Red — Paralyse
- 1998: Project Pitchfork — Carnival
- 1998: (HED) P.E. — Serpent Boy
- 1999: Fear Factory — Cars
- 1999: Fear Factory — Descent
- 1999: Kong — Y?llow Mysti?
- 1999: Soulfly — Umbabarauma
- 1999: Tanith — T.A.N.I.T.H.
- 2000: DJ Sandy vs. Housetrap — Overdrive
- 2000: Shanks & Bigfoot — Sing-A-Long
- 2000: Praga Khan — Power of The Flower
- 2000: Junkie XL — Zeronotine
- 2000: Way Out West — UB Devoid
- 2001: Ayumi Hamasaki — Vogue
- 2001: Conjure One — Redemption
- 2002: Natalie Imbruglia — Beauty On The Fire
- 2002: Elvis Presley — A Little Less Conversation
- 2002: Fischerspooner — Emerge
- 2002: Rammstein — Feuer frei!
- 2003: Conjure One — Center of The Sun
- 2003: Syntax — Pray
- 2003: Dave Gahan — Dirty Sticky Floors
- 2003: Infusion — Legacy
- 2003: BT — Somnambulist (Simply Being Loved)
- 2003: Fear Factory — Edgecrusher
- 2003: Junkie XL — Between These Walls
- 2003: Junkie XL — Angels
- 2003: Mylene Farmer — XXL
- 2003: Scissor Sisters — Mary
- 2004: Michael Buble — Spider-Man theme song
- 2004: Britney Spears — Outrageous
- 2004: Beastie Boys — Fight For Your Right
- 2004: Ryukyu Underground — Seragaki
- 2004: Sarah McLachlan — World on Fire
- 2005: Tiësto — UR
- 2005: Britney Spears — And Then We Kiss
- 2005: The Crew Cuts — Sh-Boom
- 2006: Niyaz — Dilruba
- 2006: Mark Mothersbaugh — The Sims Theme
- 2006: Coldplay — Talk
- 2006: Scissor Sisters — Land of a Thousand Words
- 2006: Yonderboi — People Always Talk About The Weather
- 2006: UNKLE — Burn My Shadow
- 2007: Melody. — Feel The Rush
- 2007: Fatboy Slim — Weapon of Choice
- 2007: Avril Lavigne — Girlfriend
- 2007: Junkie XL — Colossus of Rhodes
- 2007: Justin Timberlake — What Goes Around…
- 2007: Junkie XL — More
- 2007: Britney Spears— Gimme More
- 2008: Junkie XL — Cities in Dust
- 2008: Junkie XL — Not Enough

### Музыка к фильмам
- Доставка (2001) — композитор
- Обитель зла (2002) — дополнительная музыка
- Аниматрица (2003) — дополнительная музыка
- Хроники Риддика: Тёмная ярость (2004) — дополнительная музыка
- Подводная братва (2004) — дополнительная музыка
- Домино (2005) — дополнительная музыка
- Слепой (2006) — композитор
- Сибирь (2007) — композитор
- Johan1 (2010) — композитор
- De Gelukkige Huisvrouw, The Happy Housewife (2010) — композитор
- Bringing Up Bobby (2011) — композитор
- New Kids (2011) — композитор
- New Kids Turbo (2011) — композитор
- The Heineken Kidnapping (2011) — композитор
- Кризис и Мы (2011) — композитор
- Кунг-фу панда 2 (2011) — дополнительная музыка
- Мадагаскар 3 (2012) — композитор, дополнительная музыка
- Тёмный рыцарь: Возрождение легенды (2012) — композитор, дополнительная музыка
- Человек из стали (2013) — композитор, дополнительная музыка
- Паранойя (2013) — композитор
- 300 спартанцев: Расцвет империи (2014) — композитор
- Дивергент (2014) — композитор
- Ночной беглец (2015) — композитор
- Чёрная месса (2015) — композитор
- Безумный Макс: Дорога ярости (2015) — композитор
- На гребне волны (2015) — композитор
- Дэдпул (2016) — композитор
- Бен-Гур (2016) — композитор
- Бэтмен против Супермена: На заре справедливости (2016) — композитор совместно с Хансом Циммером
- Спектральный анализ (2016) — композитор
- Преисподняя (2016) — композитор
- Тёмная башня (2017) — композитор
- Tomb Raider: Лара Крофт (2018) — композитор
- Хроники хищных городов (2018) — композитор
- Алита: Боевой ангел (2019) — композитор
- Соник в кино (2020) — композитор
- Скуби-Ду (2020)- композитор
- Лига справедливости Зака Снайдера (2021) — композитор
- Годзилла против Конга (2021) — композитор
- Армия мертвецов (2021) — композитор
- Армия воров (2021) — композитор
- Код 355 (2022) — композитор
- Соник 2 в кино (2022) — композитор
- Три тысячи лет желаний (2022) — композитор
- Мятежная Луна, часть 1: Дитя огня (2023) — композитор
- Годзилла и Конг: Новая империя (2024) — композитор совместно с Антонио Ди Иорио
- Мятежная Луна, часть 2: Оставляющая шрамы (2024) — композитор
- Фуриоса: Хроники Безумного Макса (2024) — композитор

### Музыка к играм
- The Need for Speed (1995) — License
- Test Drive 5 (1998)
- Need for Speed: High Stakes (1999)
- Demolition Racer: No Exit (2000)
- Grand Turismo 3 (2001)
- Quantum Redshift (2002) — композитор
- TD Overdrive: The Brotherhood of Speed (2002)
- EVE Online (2003)
- Need for Speed: Underground (2003)
- UEFA Euro 2004 (2004)
- The Sims 2: Ночная жизнь (2005)
- Forza Motorsport (2005) — композитор
- Destroy All Humans! (2005) — дополнительная музыка
- Burnout Revenge (2005)
- Burnout Legends (2005)
- The Matrix: Path of Neo (2005) — дополнительная музыка
- Infected (2005)
- Need for Speed: Carbon (2006)
- Dance Dance Revolution SuperNova 2 (2007)
- God of War II (2007) — оригинальный ремикс
- SSX Blur (2007) — композитор
- Need For Speed: ProStreet (2007)
- FIFA 08 (2007)
- UEFA Euro 2008 Videogame — Junkie XL feat. Electrocute
- Tap Tap Dance (2008)
- Burnout Paradise (2008)
- FIFA 09 (2008)
- FIFA Street 3 (2009)
- Mirror's Edge (2010) — оригинальный ремикс
- The Sims 3: В сумерках (2010) — оригинальная музыка
- The Sims 3 (2009) — композитор
- Saints Row 4 (2011)
- Darkspore (2011) — композитор
- Mass Effect 3 — Citadel DLC — 2012